# Pima
Pima je pleme Piman Indijancev, jezikovna družina uto-azteška jezikovna druina v dolinah rek Gila in Salt v Arizoni. Nekoč številčni okoli 4.000 (1680, po Mooneyju), v okoli 90 vaseh, danes 20.000 (po NAHDB-ju) na rezervatih Gila River, Salt River.

## Ime
Beseda 'pima' v jeziku Nevome Indijancev pomeni 'no' (ne), nastala je v nesporazumu zgodnjih misijonarjev z Indijanci. Sami sebe imenujejo Akimel O'Odham (pravilneje Akimel O'odham) v pomenu ("Ljudje reke"). Swanton je v svojem času našel skoraj identično ime Â'-â'tam ali Â'-â'tam â'kiműlt ("rečni ljudje"), da bi jih lahko razlikovali od Papago Indijancev, njihovih jezikovnih in etničnih sorodnikov. Druga imena zanje so manj znana. Tonto Apači Indijanci so jih imenovali Widshi iti'kapa, Yavapai pa Tihokahana. Pri Maricopa je obstajalo ime Tex-pas, pri Apačih pa Saikiné, kar pomeni "živeti v peščenih (adobe) hišah". Apači nam puščajo še en etnografsko pomemben podatek v imenu Nashteíse, "živeti v blatnih hišah". Obe imeni nam živo pričarata, kakšna bivališča so si Pime gradili v predkontaktnem obdobju.

## Vasi
Indijanci Pima si delijo ime s plemenom Pima Bajo (Spodnji Pima) iz Sonore. Tisti, ki živijo v Arizoni, so znani kot Pima, prej so jih imenovali tudi Pima Alto ali Zgornji Pima. Njihove vasi so bile: Agua Escondida, Agua Fria, Aquitun, Aranca](dve vasi neznane lokacije), Arenal (morda), Arivaca, Arizona, Arroyo Grande, Bacuancos (Sonora, Mehika), Bisani (Sonora, Mehika), Blackwater, Arizona, Bonostac, Busanic (na meji Arizona-Sonora), Cachanila (morda njihova), Casa Blanca (vas Pima), Cerrito (morda od Pima), Cerro Chiquito (morda od Pima), Chemisez, Chupatak, Chutikwuchik, Chuwutukawutuk, Cocospera (Sonora, Mehika), Comac, Estancia]], Gaibanipitea (morda od Pima, in verjetno identično ruševinam Santa Cruz, zahodno od Tombstone, Arizona), Gutubur (lokacija neznana), Harsanykuk, Hermho, Hiatam, Hormiguero (morda od Pima), Huchiltchik, Hueso Parado (skupaj z Maricopami), Imuris, blizu vzhodnega brega Rio San Ignacio, ali Magdalena (Sonora, Mehika), Judac, Kamatukwucha, Kamit, Kawoltukwucha, Kikimi, Kookupvansik, Mange, Merced, Nacameri (Sonora, Mehika), Napeut, Ocuca (Sonora, Mehika), Oquitoa (na Rio del Altar, severozahodna Sonora, Mehika), Ormejea, Oskakumukchochikam, Oskuk, Peepchiltk, Pescadero (severna Sonora, Mehika), Petaikuk, Pitac (na reki Gila), Potlapigua (blizu Babispe in Baserac, v Sonori, Mehika, ki pripada ozemlju Opata), Remedios (misija na San Ignacio, pritoku Rio Asunciona, Sonora, Mehika), Rsanuk, eno miljo od Sacaton Station-a), Rsotuk, Sacaton, San Andrés Coata, San Fernando (9 lig; približno 50 km vzhodno od ruševin Casa Grande, blizu Gile), San Francisco Ati, San Francisco de Pima (Sonora, Mehika), San Serafin, Santan, Santos Angeles (Sonora, Mehika), Saopuk, Sepori, Shakaik, Statannyik, Stukamasoosatick, Sudacson, Tatsituk, Taumaturgo, Tubuscabors, Tucson (ta vas je bila morda skupna z Indijanci Papago in Sobaipuri, na mestu sodobnega Tucsona), Tucubavia (Rio Altar, severna Sonora, Mehika), Tutuetac, Uturituc (morda na mestu današnjega Sacatona in Wechurt (na North Blackwateru, južna Arizona).

## Zgodovina
Pime leta 1694. obišče oče Eusebio Francisco Kino,eden od zgodnjih španskih raziskovalcev, ki je prečkal puščave ameriškega jugozahoda in ustanovil številne misije v Novem svetu. Leta 1698 jih Kino ponovno obišče, kar bo storil še štirikrat do leta 1702. Leta 1731 oče Felipe Segresser in Juan Bautista Grashoffer ustanovita misiji San Xavier del Bac in San Miguel de Guevavi, ki postaneta prvi stalni španski naselbini v Arizoni. Pime so kasneje v dobrih odnosih z belci. Tako leta 1856 sodelujejo z ameriško vojsko v boju proti Apačem. Leta 1879 se zanje in za Maricope ustanovi rezervat Salt River, leta 1883 pa Gila River.

## Etnografija
Indijanci Pima so sorodni Papagom, ki živijo južneje od njih in Indijancem Nevome iz Sonore. Naselja Pima so stalna, z bivališči iz zemlje in drugih materialov. Kot sedeče agrarno pleme so poznali tudi namakanje, gojili so koruzo, bombaž, fižol, buče in druge kulture. Povečanje populacije Pima jih je prisililo, da so se razširili po velikem območju, vendar jih je sovražnost priseljenskih plemen, morda Apačev, prisilila, da so združili svoje sile. Pime veljajo za potomce ljudstva, imenovanega Hohokam, ki je znano po dolgih namakalnih kanalih in ruševinah, ki so danes zaščitene in se nahajajo na območju nacionalnega spomenika Hohokam Pima v Arizoni, severozahodno od Sacatona. Svoja polja so morali ti Indijanci ščititi, zlasti pred nadležnimi roparskimi tolpami Apačev, zato so v ta namen organizirali patrulje za njihovo zaščito.
Pime so bili organizirani v pet patrilinearnih skupin. Formalnih poročnih obredov ni bilo, par bi preprosto začel skupaj živeti. Ženska je pripravljena za opravljanje vseh del v gospodinjstvu, na polju, nabira plodove kaktusa, skrbi za otroke in plete košare. Košare Pima so znane po svoji lepoti in lepem dizajnu. Moški je vešč uporabe loka in puščice ter pripravljen na vojno, če je potrebno. Sovražnost z Apači jih je pripeljala v tesne odnose z belci. Sprva so pomagali naseljencem, kasneje pa med kalifornijsko zlato mrzlico ščitili iskalce zlata, ki so prečkali njihovo ozemlje, ter naseljence pred napadi drugih plemen.